# Salle Humbert de Romans
La salle Humbert de Romans est une ancienne salle de concert parisienne de style Art nouveau. Construite entre 1898 et 1901 par Hector Guimard aux no 58-62 de la rue Saint-Didier (16e arrondissement), elle ferme ses portes dès 1904 avant d'être démolie l'année suivante.

## Histoire
En 1897, un moine dominicain, le père Lavy, fonde le patronage Saint-Dominique, destiné aux enfants des écoles des rues Saint-Ferdinand, Laugier et de Neuilly. Admirateur du plain-chant médiéval, Lavy a l'idée d'adjoindre une sorte de conservatoire de musique chrétienne à son patronage. Cette « école Humbert de Romans » doit son nom à un religieux dominicain du XIIIe siècle, Humbert de Romans.
Le patronage n'ayant pas obtenu l'approbation de l'archevêché, il est remplacé dans ses œuvres par une « société Humbert de Romans » dirigée par des laïcs. Présidée par Victor Souchon, avec Jean Gounod pour vice-président et le comte de Clercq pour secrétaire général, elle compte notamment Camille Saint-Saëns et Edmond Mélan parmi ses membres actifs.
En 1898, à l'occasion d'un dîner chez la veuve du sculpteur Carpeaux, Lavy rencontre Hector Guimard, qui vient alors d'achever un manifeste de l'architecture Art nouveau, le Castel Béranger. L'architecte accepte d'être le maître d’œuvre des nouveaux bâtiments de la société, qui doivent comporter une grande salle de concert.

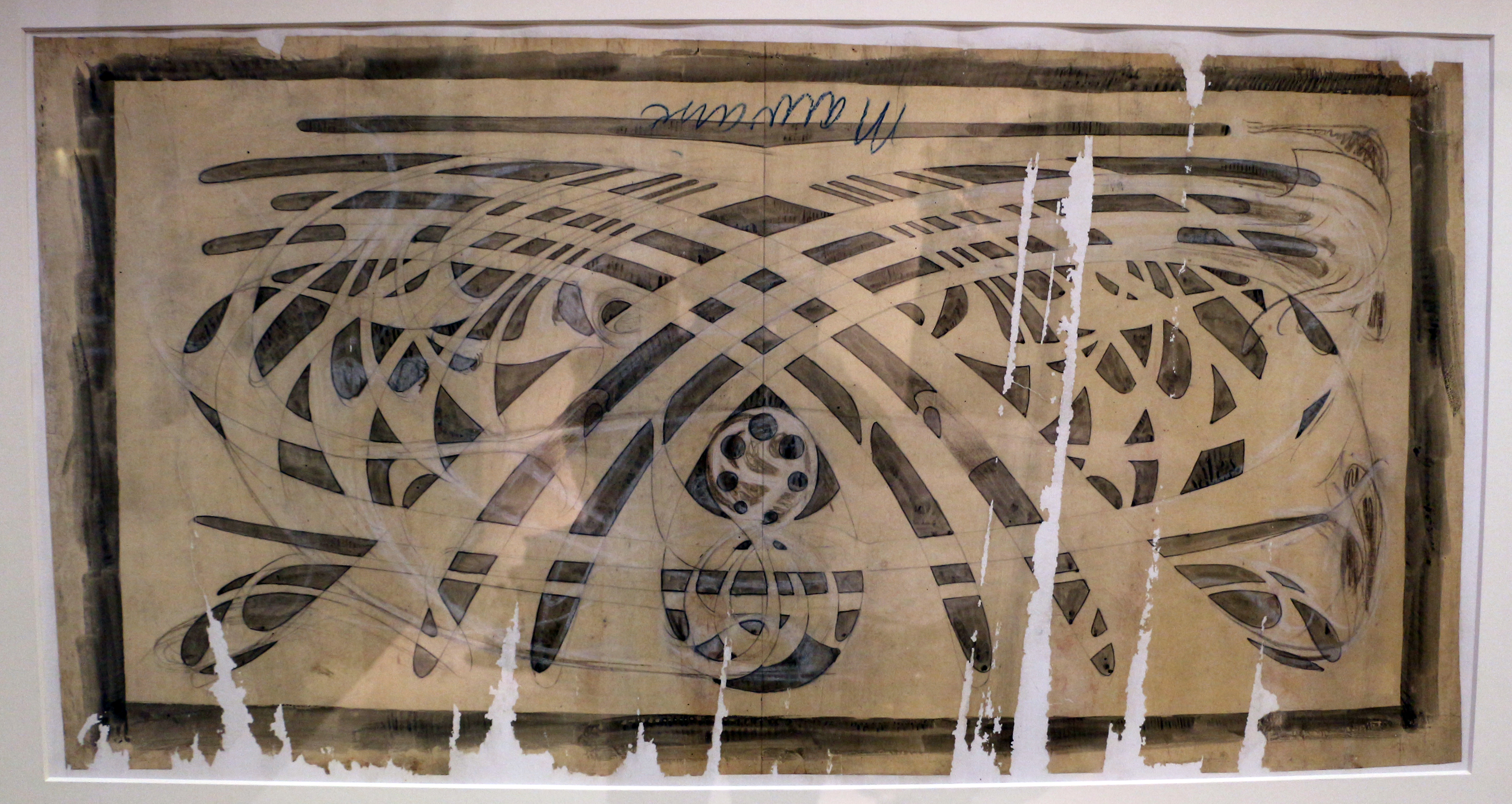
Dessin de Guimard pour une grille (Musée d'Orsay).

La conception et l'édification des bâtiments commencent dès 1898. Initialement prévue pour 1900, l'inauguration a lieu le 9 novembre 1901. Le mois suivant, la société Humbert de Romans est durement atteinte par la disgrâce du père Lavy, banni par son ordre et contraint de s'exiler à Constantinople.
Louée à différentes sociétés, qui y organisent non seulement des concerts mais aussi des conférences et des réunions politiques, la salle est finalement mise en vente en 1904. Achetés par le mécène Édouard Pasteur, les bâtiments sont démolis au cours de l'année suivante.

## Description

Plan et vues de l'extérieur
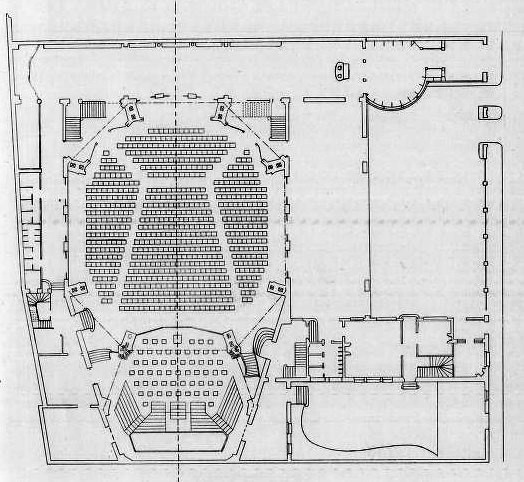
Plan.
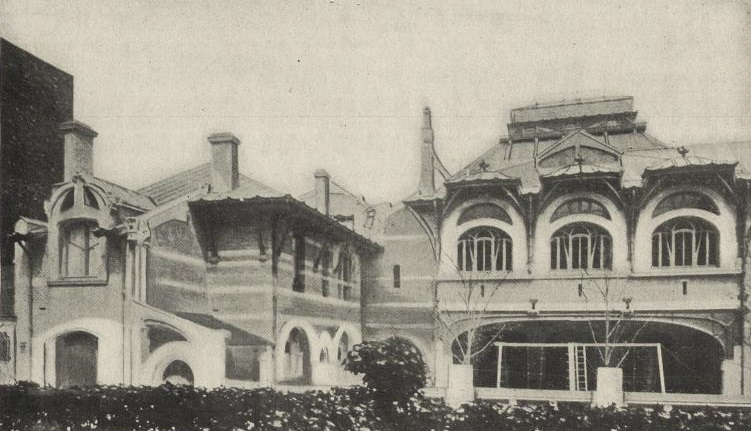
Vue depuis la rue Saint-Didier.
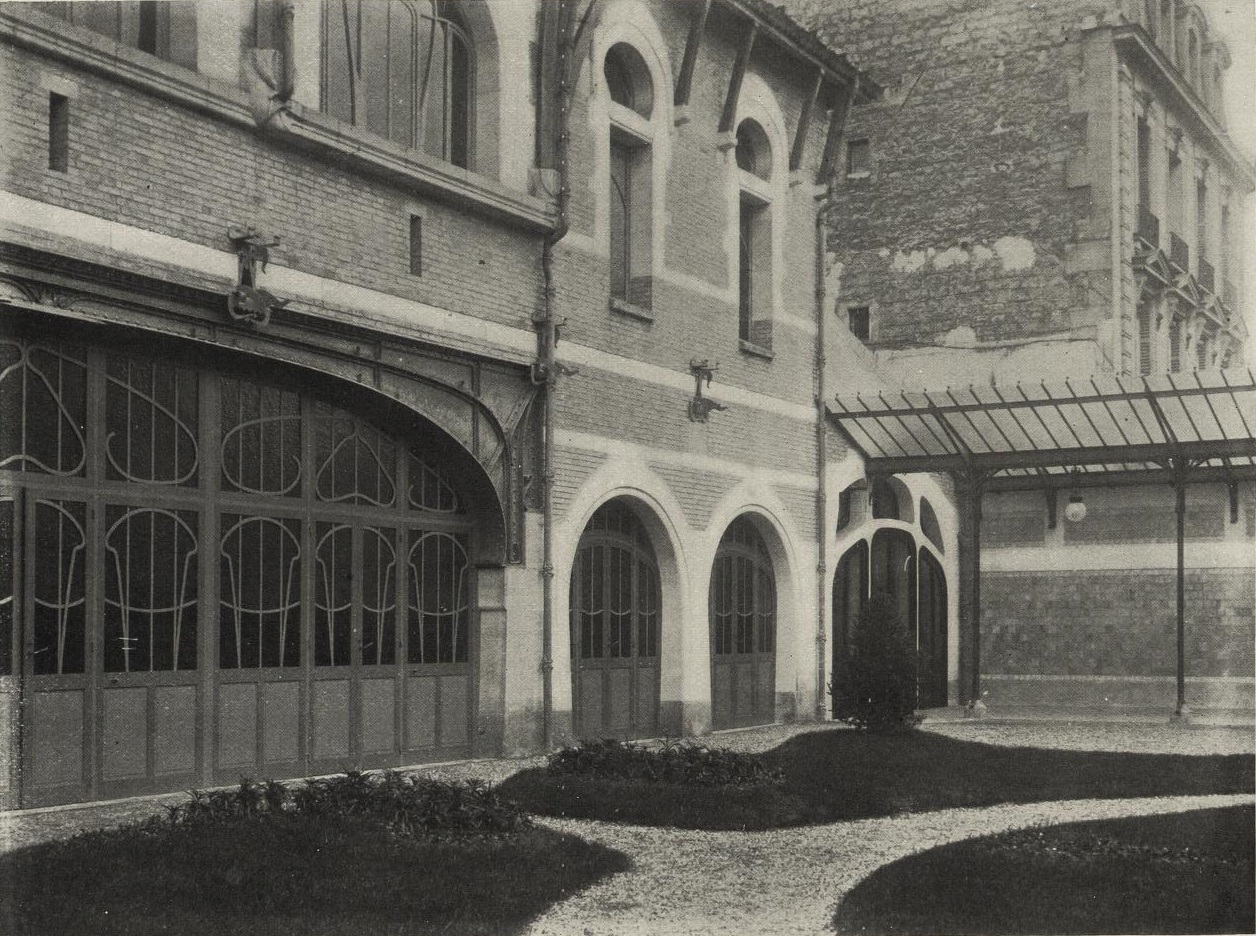
Cour.
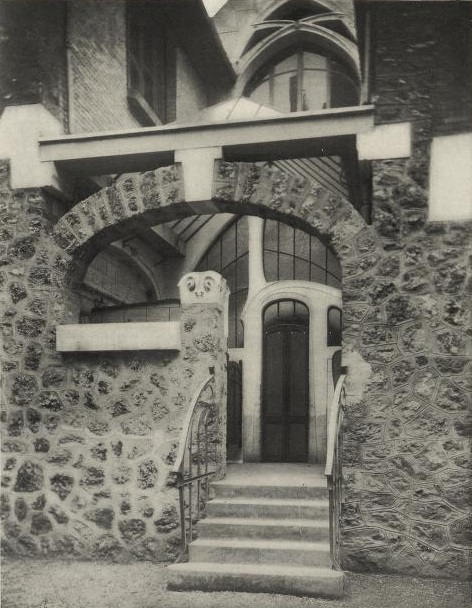
Porte.

La salle de concert, longue de 26,5 mètres et large de 23 mètres, comportait 1 150 places numérotées. Elle était couverte par une charpente métallique en acier recouverte d'acajou. L'historien de l'art François Loyer estime que cette salle était « l'un des chefs-d’œuvre de la tradition viollet-le-ducienne de l'architecture du fer ».
La scène, assez vaste pour accueillir 100 musiciens et 120 choristes, était surmontée par un grand orgue construit par John Albert Abbey d'après les conseils de Camille Saint-Saëns. Cet instrument a été conservé et remonté dans l'église Saint-Vincent-de-Paul de Clichy.

Vues de la salle de concert
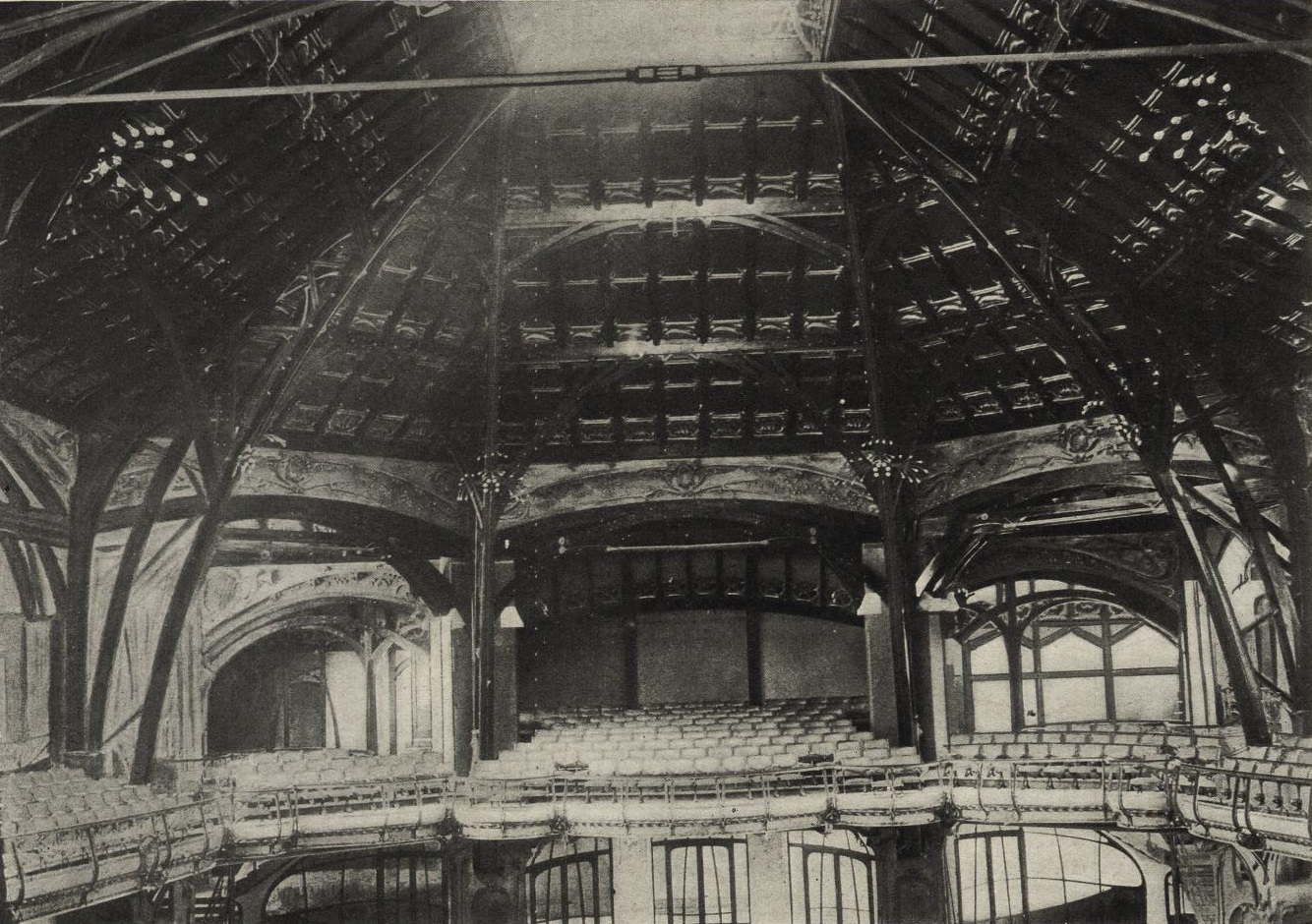
Balcon et charpente métallique.
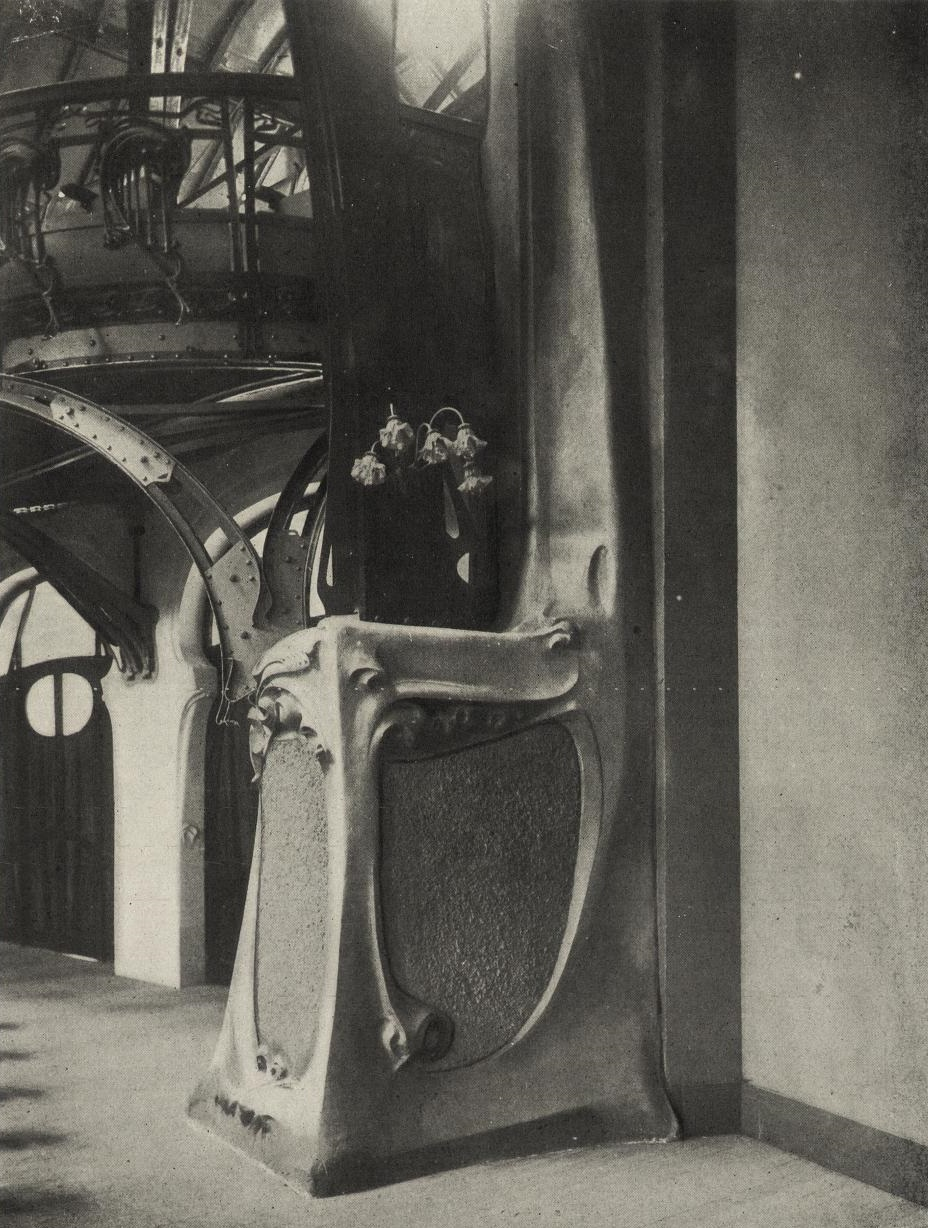
Base de la charpente.
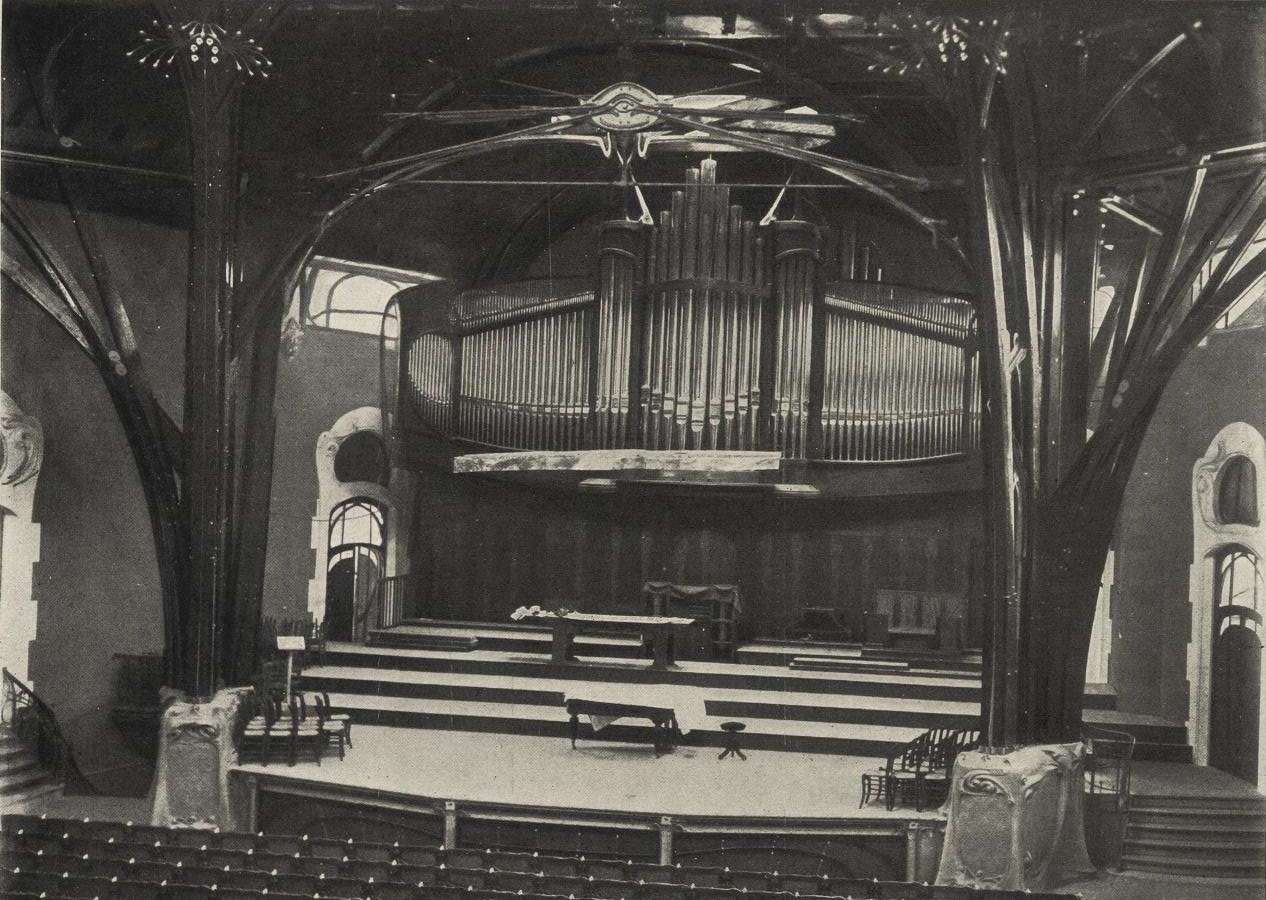
Scène et orgue.
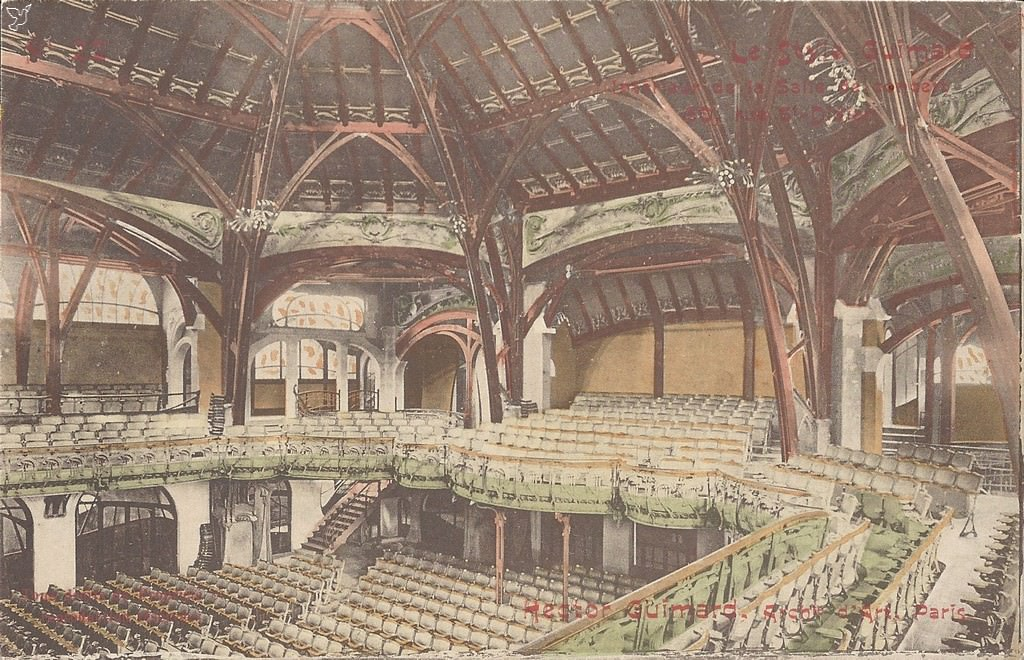
Carte postale colorisée.
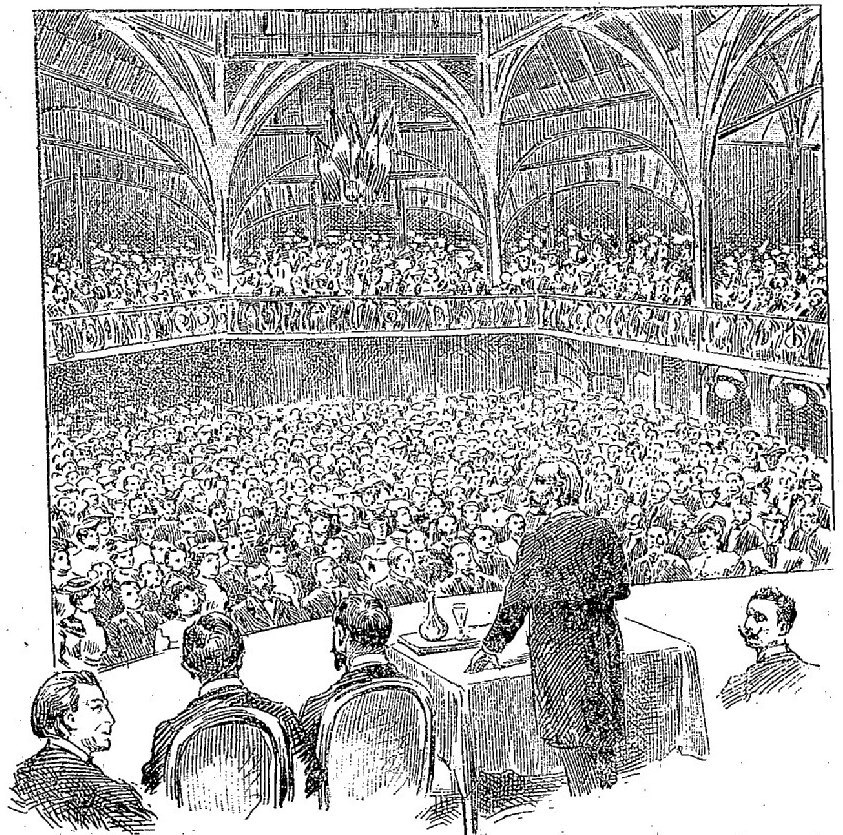
Réunion de l'ALP en 1903.

Autres vues de l'intérieur
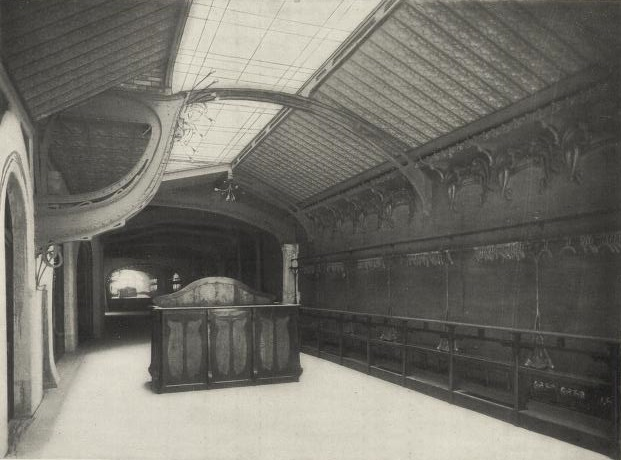
Vestiaire.
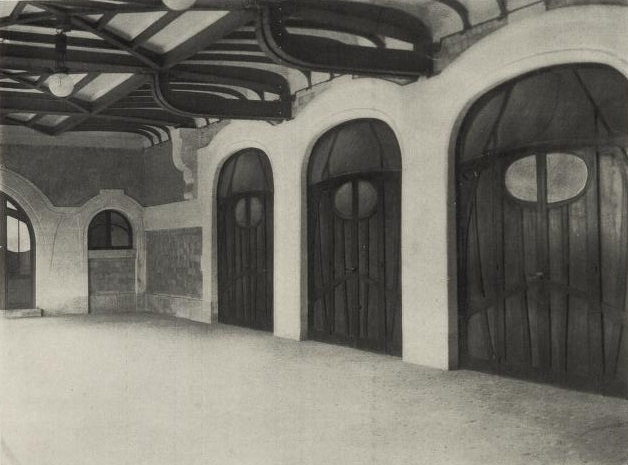
Vestibule.
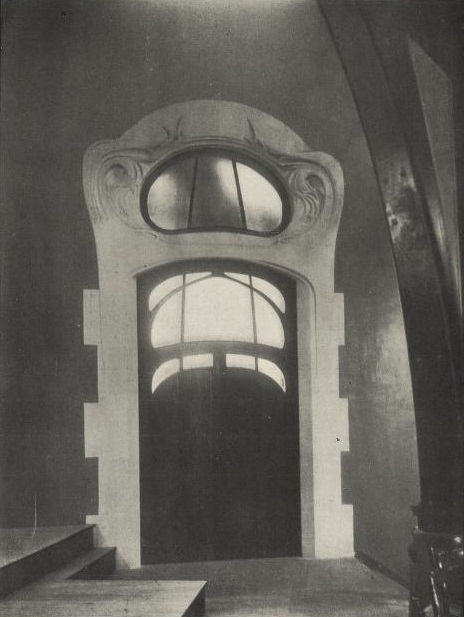
Porte.